# Osowa Sień

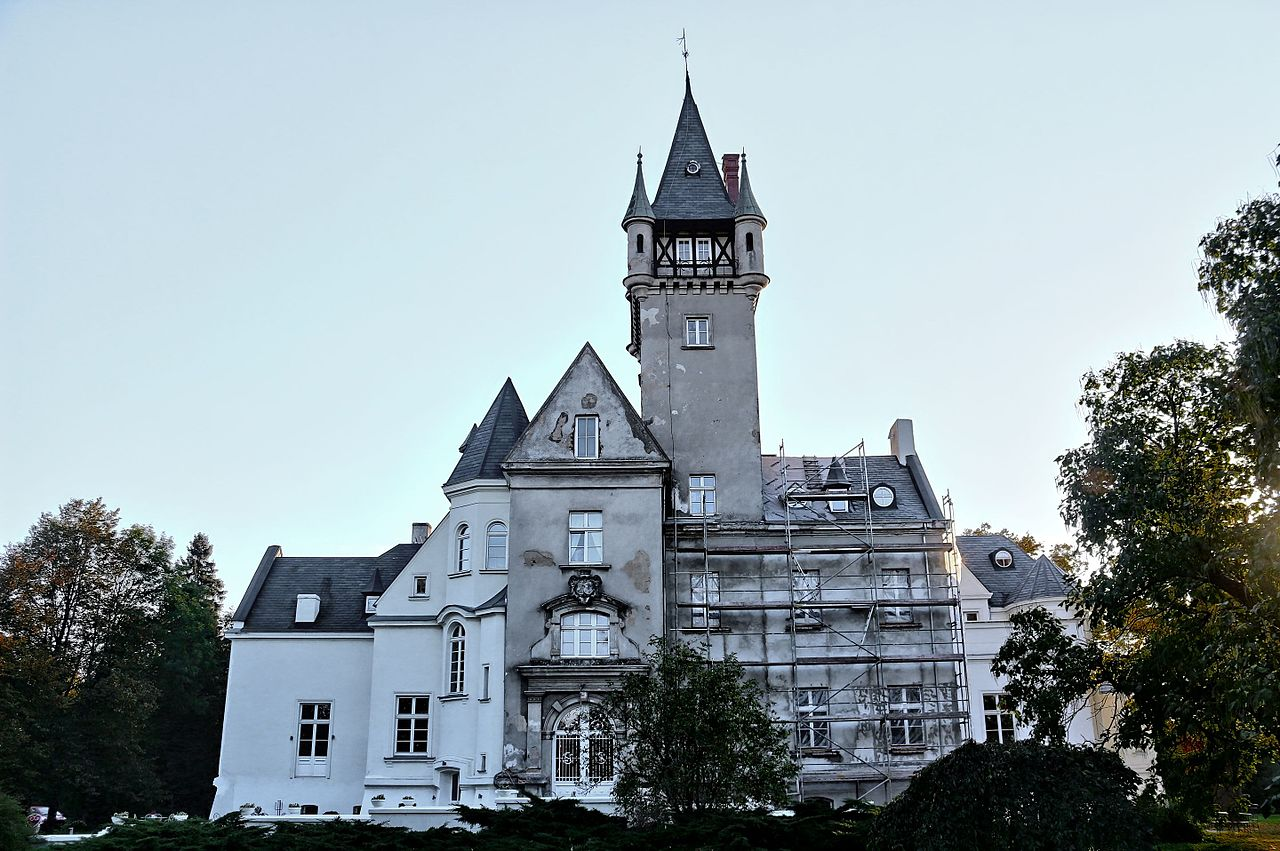
Herrenhaus

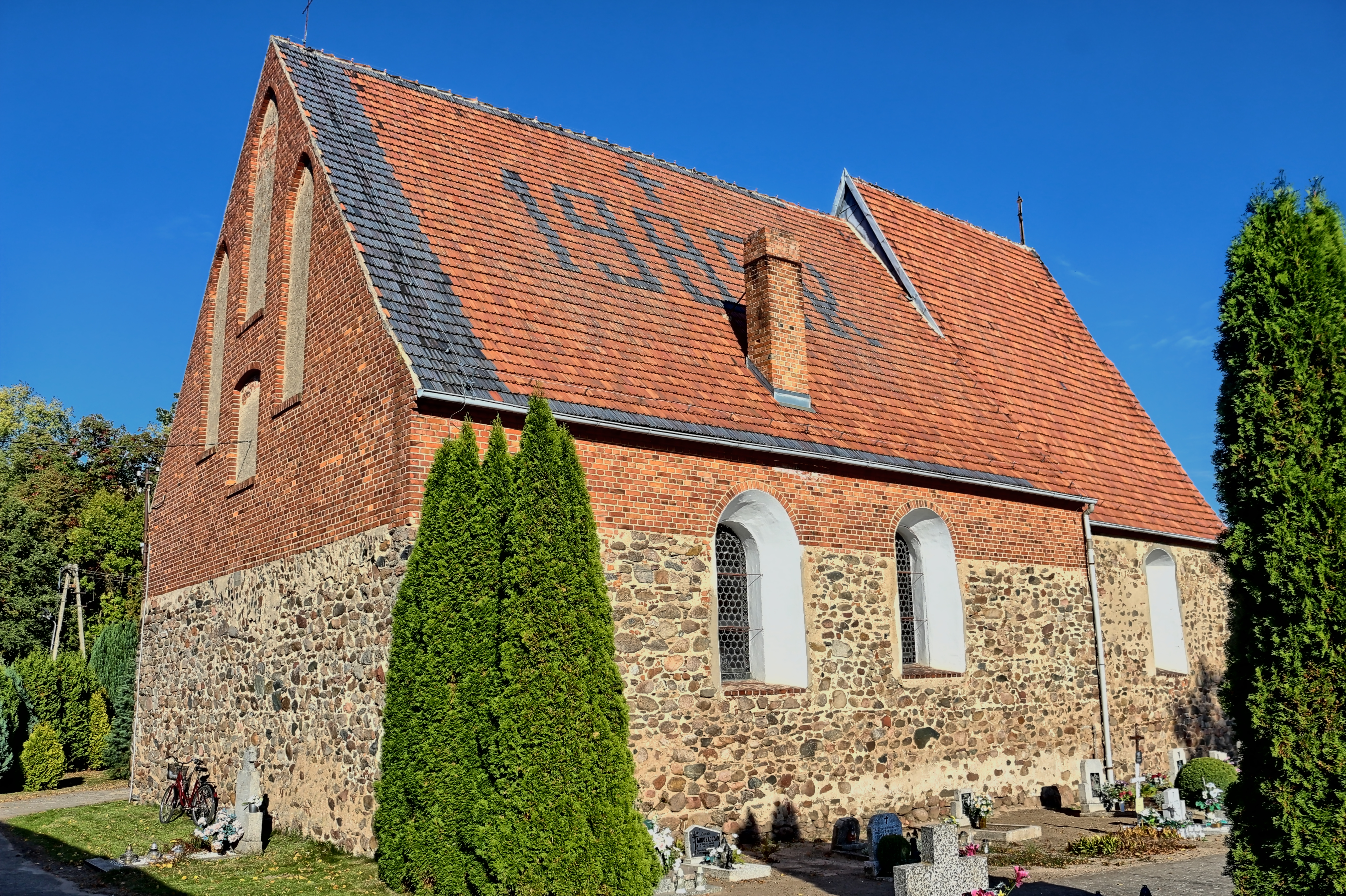
Kirche

Osowa Sień (anhörenⓘ, deutsch Röhrsdorf) ist ein Dorf in der Gemeinde Wschowa, Polen. Es liegt vier Kilometer nordöstlich von Wschowa im Powiat Wschowski in der Woiwodschaft Lebus und bildet mit Wincentowo ein sołectwo (Schulzenamt). Das Schulzenamt hatte 2011 1.110 Einwohner.

## Geschichte
Der polnische Name bedeutet wörtlich „Haus unter den Espenbäumen“. Bis 1945 gehörte Röhrsdorf zum preußischen Landkreis Fraustadt. Gutsansässige Familien waren die von Ossowski und die Kalau vom Hofe.
Später war das Dorf als Sitz eines staatlichen Viehzuchtkombinates bekannt. 1980 wurde hier der Film Weichselkirschen nach einem Drehbuch von Leonie Ossowski gedreht, die hier 1925 geboren wurde und sich nach dem Ort benannte.

## Sehenswürdigkeiten
- Gotische Kirche (14. Jh.)
- Renaissance-Grabplatten der Familie Ossowski (16. Jh.)
- Neuklassisches Herrenhaus (19. Jh.)

## Persönlichkeiten
- Johann Balthasar von Schlichting (1745–1809), preußischer Landrat und Landesdirektor
- Ruth von Ostau (1899–1966), Schriftstellerin
- Yvonne Merin (1921–2012), Schauspielerin
- Leonie Ossowski (1925–2019), Schriftstellerin
- Helmut Bruno Heinze (1937–2013), deutscher Politiker (NPD)